# Iowas flagga
Iowas flagga antogs 12 mars 1921. Färgerna refererar till delstatens tidigare relation till det franska Louisiana. Delstatssigillet finns i mitten.
År 2001 en undersökning genomfördes av nordamerikanska vexillologiska föreningen placerades Iowas flagga 42:e i design av de 72 kanadensiska provinserna, Amerikanska delstater och amerikanska territoriella flaggor rankades.